# Gilles Ouellet (Dirigent)
Gilles Ouellet (* im 20. Jahrhundert) ist ein kanadischer Komponist, Arrangeur, Orchestrator, Dirigent und Musikpädagoge.

## Leben
Ouellet studierte an der Musikfakultät der Universität Laval und am Conservatoire de musique de Genève. Von 1976 bis 1988 arbeitete er als Komponist, Dirigent und Orchestrator für die CBC. Er dirigierte bei Konzerten das Orchestre Symphonique de Québec und arbeitete mit Musikern wie Céline Dion, Diane Dufresne, Serge Lama und Francis Cabrel zusammen. Daneben leitete er auch Ensembles in Japan, Südkorea, Russland, Kuba und den Vereinigten Staaten.
Als Orchestrator war Ouellet an verschiedenen Filmen und Serien der CBC und von Télé-Québec beteiligt, und er komponierte die Musik zu Denis Boivins Film Le Sang du pélican. Er unterrichtet Arrangement, Komposition und Harmonielehre an der Schule von Notre-Dame-de-Foy in Québec.